# Paul-Pierre Philippe
Paul-Pierre Philippe O.P. (París, 16 de abril de 1905-Roma, 9 de abril de 1984) fue un cardenal católico francés.

## Biografía
Hizo sus estudios secundarios en Versalles donde fue Scout de Francia desde principios de la década de 1920. Fue ordenado sacerdote de la Orden de Predicadores (1932). Fue profesor de Teología espiritual desde 1935, primero en Le Saulchoir, luego en el Angelicum. Sirvió como oficial durante la Segunda Guerra Mundial. En 1954 fue llamado a Roma como secretario de la Congregación de Regulares (que se convirtió en la  Congregación para los Institutos de Vida Consagrada y las Sociedades de Vida Apostólica) el 14 de diciembre de 1959. Nombrado arzobispo in partibus de Heracleopolis Magna el 28 de agosto de 1962, fue ordenado obispo el 21 de septiembre de 1962 por el Papa Juan XXIII. Conversó con Josemaría Escrivá de Balaguer sobre el status jurídico del Opus Dei (5 de mayo de 1964).
Durante el Concilio Vaticano II, Philippe fue miembro de la Comisión Antepreparatoria de la subcomisión para la elaboración del documento De ordine morali individuali, miembro de la Comisión de Religiosos, en la que fue miembro de la Subcomisión Preparatoria del Schema De religiosis, y presidente del Subcomité de los Siete, reunido en marzo de 1965 para acelerar los trabajos de conclusión del documento conciliar, y para la revisión lingüística del texto.
Se convirtió en secretario de la Congregación para la Doctrina de la Fe (1967). Durante el consistorio del 5 de marzo de 1973, fue creado cardenal, con el título de cardenal-diácono de San Pío V en Villa Carpegna, por el Papa Pablo VI que lo nombró al día siguiente prefecto de la Congregación para las Iglesias Orientales.
El cardenal Pierre Paul Philippe es cardinalis patronus de la Soberana Orden de Malta (11 de noviembre de 1979).
Se retiró en 1980 habiendo alcanzado el límite de edad. El 2 de febrero de 1983 fue elevado a la dignidad de cardenal presbítero. Falleció en Roma el 9 de abril de 1984.

### Papel en el asunto de los hermanos Philippe
Dos investigaciones publicadas en 2023 relativas a los hermanos Thomas y Marie-Dominique Philippe y al sistema de influencias y abusos sexuales que montaron, así como a Jean Vanier, revelan el papel del cardenal Paul-Pierre Philippe como uno de los primeros en condenar a los hermanos Philippe e impedir a Vanier ser ordenado sacerdote. A pesar de sus homónimos, no existe ningún vínculo familiar entre los hermanos Philippe y Paul-Pierre Philippe.